# Olcay Gür
Olcay Gür (* 27. März 1991 in Trabzon) ist ein Liechtensteiner Fussballspieler türkischer Abstammung.

## Karriere

### Verein
Gür kam 1991 in der Provinz Trabzon auf die Welt und zog bereits im Kindesalter mit seiner Familie in die Liechtenstein. Seine Profikarriere startete er beim Liechtensteiner Verein USV Eschen-Mauren. Bereits nach einer Spielzeit wechselte er innerhalb der Liga zum FC Schaan. Im Sommer 2011 wechselte er in die Schweizer 2. Liga interregional zu Chur 97. Bei diesem Verein kam er in seiner ersten Saison zu regelmässigen Einwechslungen und eroberte sich in seiner zweiten Saison einen Stammplatz.
In der Sommer-Transferperiode 2013 wechselte Gür zum türkischen Zweitligisten Gaziantep Büyükşehir Belediyespor. Da er die türkische Staatsangehörigkeit besitzt, wird er hier keinen zusätzlichen Ausländerplatz belegen. Im Sommer 2015 wurde sein noch bis 2016 gültiger Vertrag nach gegenseitigem Einvernehme vorzeitig aufgelöst.
Im April 2015 schloss sich Gür dem FV Ravensburg an. Er spielt seitdem in der Oberliga Baden-Württemberg.

## Nationalmannschaft
Gür spielte zwischen 2010 und 2012 insgesamt sieben Mal für die Liechtensteinische U-21-Nationalmannschaft. Seit 2013 ist er für die Liechtensteinische Nationalmannschaft aktiv.